# Romanija

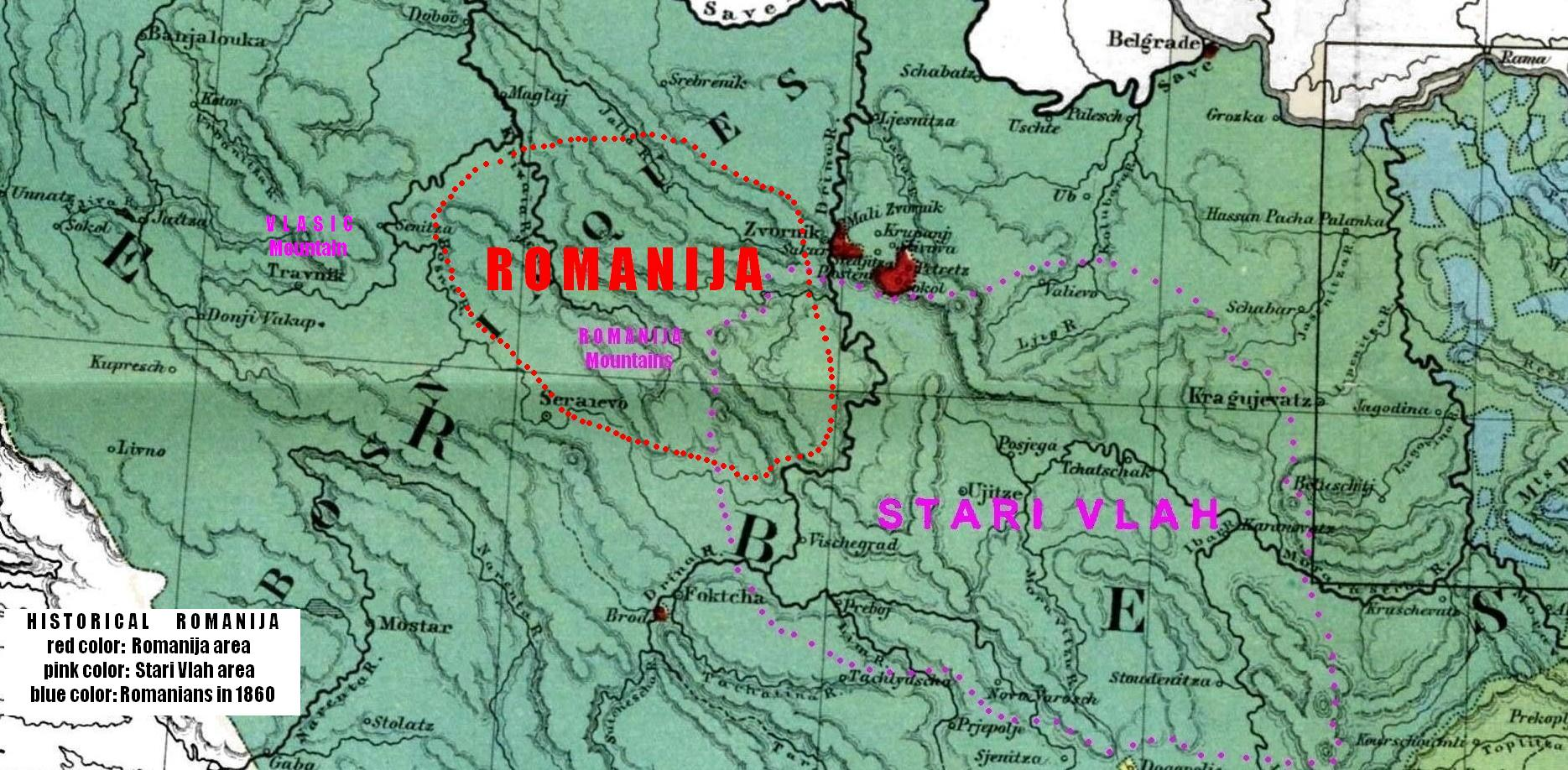
Harta cu regiunea istorică Romanija din Bosnia, când se întindea până la râul Drina

Romanija este o regiune din Bosnia, situată la nord-est de capitala Sarajevo.

## Caracteristici
În prezent, în Bosnia a rămas o mică regiune istorico-geografică, Romanija, ca unică mărturie importantă a prezenței neolatine a valahilor (numiți „Vlasi” de bosniaci) în zonă.

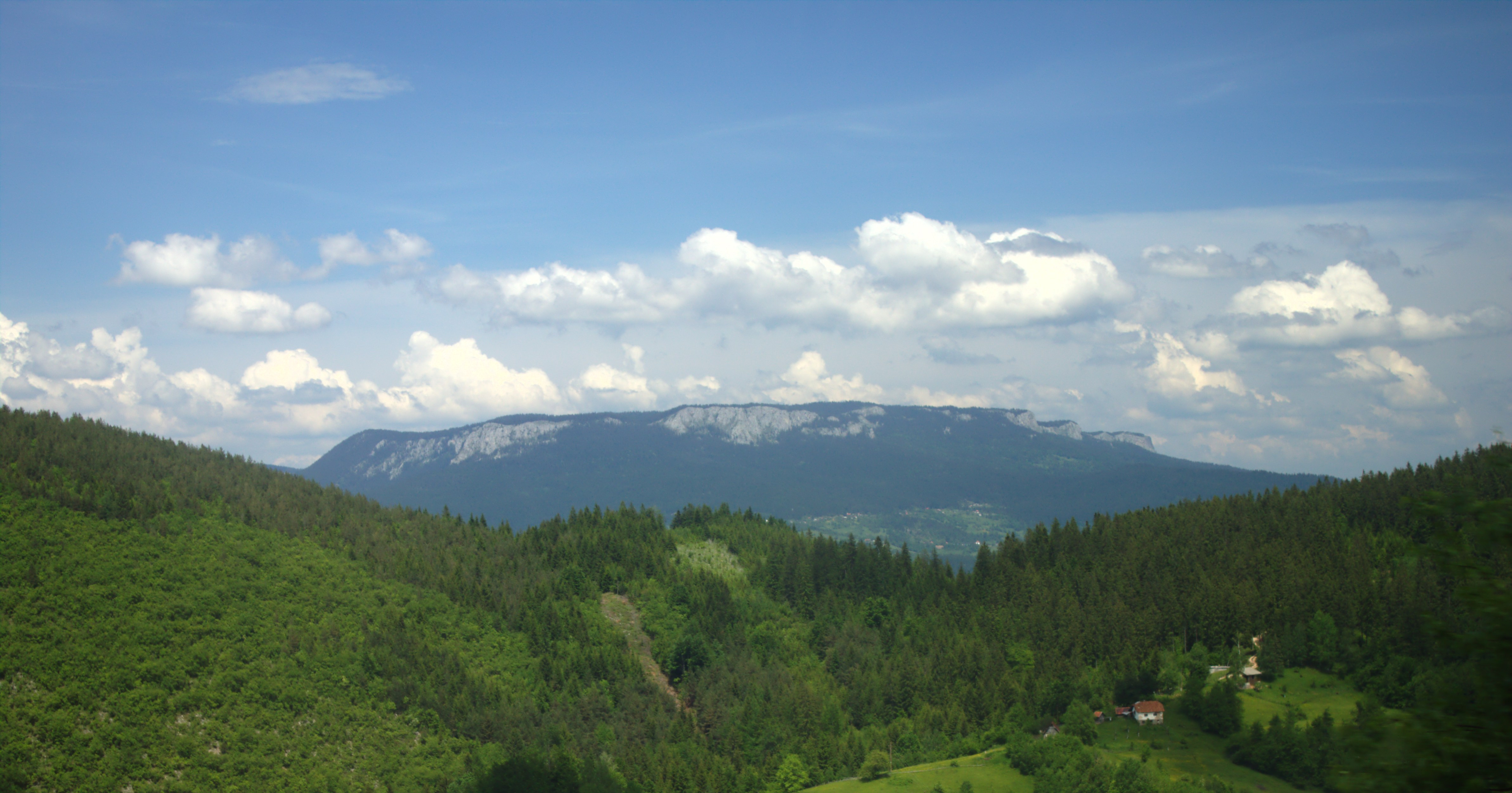
Prezentare generală a regiunii Romanija, cu „munții Romanija” în fundal

De fapt, această regiune bosniacă își trage numele încă din Evul Mediu când a fost locuită în principal de populații neolatine, care au supraviețuit în această zonă muntoasă invaziilor barbare din secolul al VIII-lea.
De asemenea, trebuie subliniat că la sfârșitul secolului al XX-lea suprafața sa era doar jumătate în comparație cu începutul secolului al XIX-lea, când se întindea până la râul Drina. În plus, academicianul Marko Vego consideră că Romanija a fost mult mai mare la începutul Renașterii, ajungând până în zona Banja Luka (unde se află așa-numitul „Munte Vlasic”, sau Muntele Vlahilor).
În această regiune muntoasă de aproximativ 2000 km² de la nord de Sarajevo încă se mai produc produse lactate tipice vlahilor. Mai mult, unele obiceiuri, cum ar fi muzica tipică, caracterizează Romanija și rădăcina sa vlahă: de fapt, cântecele inspirate ale păstorilor aromâni sunt celebre.
În plus, la sfârșitul Războiului din Bosnia din 1996, regiunea Sarajevo-Romanija a fost înființată administrativ,, ca una dintre cele 7 regiuni ale Republicii Srpska și care este situată în estul Bosniei. Orașul Vlasenica, unul dintre cele mai mari din regiune, a fost unul dintre centrele principale ale „Vlasilor” (de unde și-a luat numele).

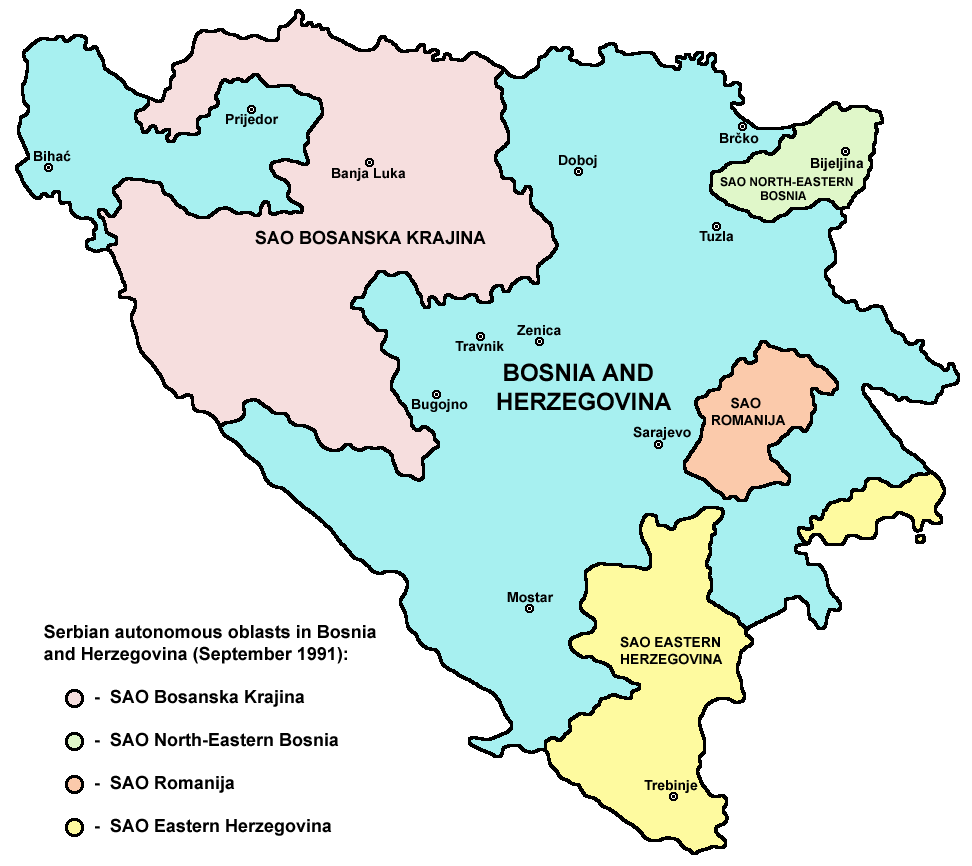
Regiunea autonomă sârbă Romanija (1991-1992)

### Regiunea sârbă autonomă Romanija
În 1991-1992 a existat așa-numita Regiunea sârbă autonomă Romanija („Srpska autonomna oblast Romanija”), o regiune autonomă creată de sârbi, care a fost o parte a republicii sârbilor bosniaci în timpul Războiului din Bosnia din 1995-1996.

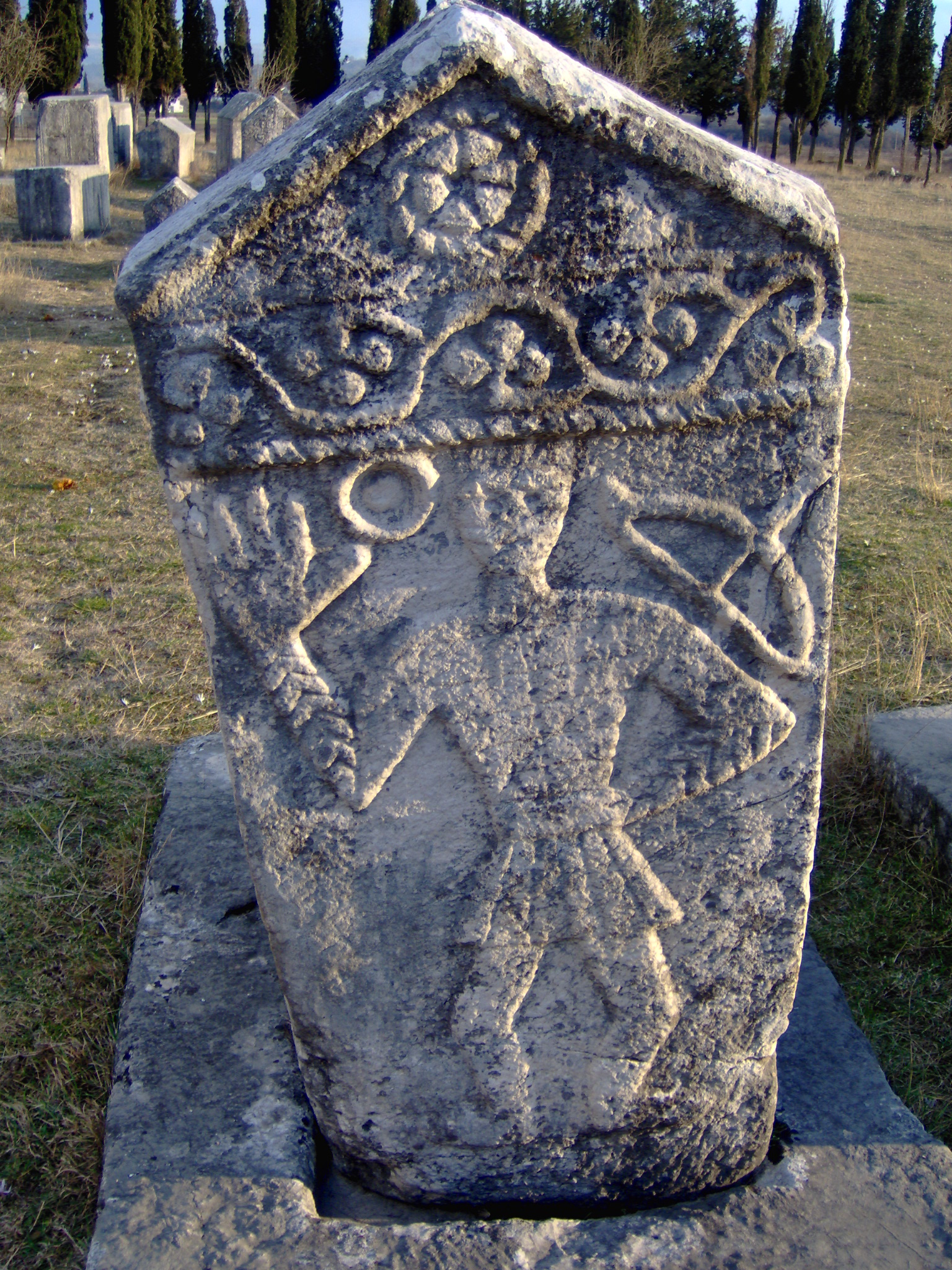
Mormânt din Radimlja (stećak), cu un bărbat în fustanelă, probabil un aromân

Din noiembrie 1991, această regiune a fost extinsă prin adăugarea zonei sârbe din Birac (situată în jurul orașului Vlasenica) și pusă sub președinția lui Drago Blagojevic, iar, până în 1992, a fost încorporată în republica sârbă existentă în prezent în Bosnia.

### Moștenire
Pietrele monumentale care datează din Evul Mediu găsite în Bosnia și Herțegovina și în unele zone din Croația, Muntenegru și Serbia de astăzi au fost ridicate de vlahi (Vlasi).

## Mențiuni literare
Scriitorul sârb bosniac Ivo Andrić menționează în romanul E un pod pe Drina… (1945) că în epoca medievală mercenarul sârb Baba Novac a haiducit pe teritoriul Romanijei, la fel ca și fiul său, Gruia.

## Vezi și
- Regiunea Sarajevo-Romanija
- Vlahii din Bosnia și Herțegovina
- Vlahi
- Munții din Bosnia și Herțegovina
- Romanija (album), album din 2013 de Halid Bešlić

## Alte proiecte
- Wikimedia Commons conține imagini despre Romanija